# Hiéroglyphe égyptien R14

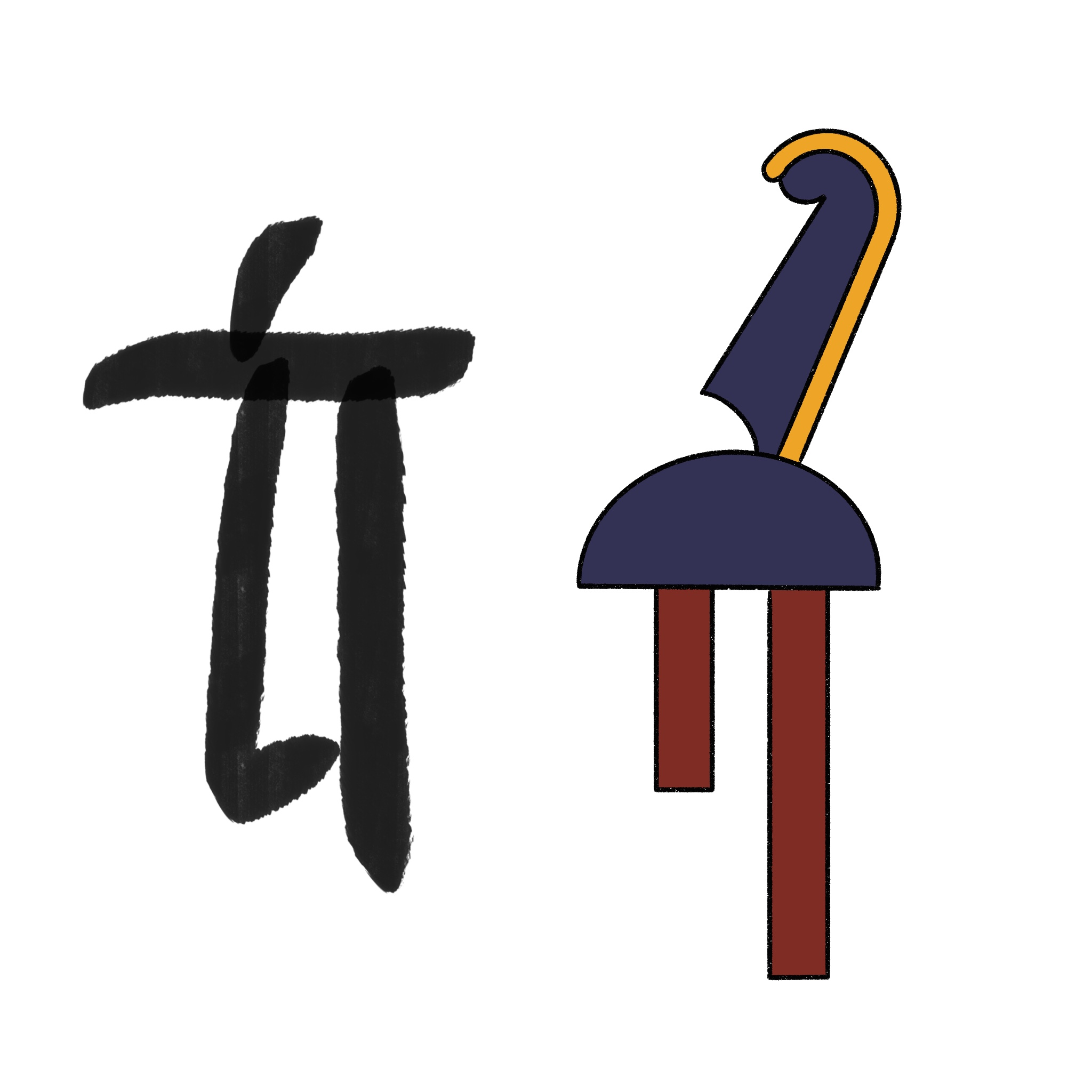
Version hiératique et hiéroglyphique

La plume sur pavois en hiéroglyphes égyptiens, est classifiée dans la section R « Mobilier cultuel et emblèmes sacrés » de la liste de Gardiner ; cet hiéroglyphe y est noté R14.

## Représentation
Il représente l'abréviation de l'étendard ou pavois R13,  auquel on a enlevé le faucon et agrandi la plume d'autruche (hiéroglyphe H6). Il est utilisé dès la VIe dynastie. Il est translittéré jmnt, jmn ou wnmy.

## Utilisation
| R14 | / | R14 | t · N25 |

| R14 | / | R14 | t · N25 |

et apparentés.
| R13 |

| R13 |

## Exemples de mots
| R14 · R12 |

| R14 · R12 |

| R14 | Z1 |

| R14 | Z1 |

| R14 | D41 |

| R14 | D41 |